# Xandee
Xandee, pseudonimo di Sandy Boets (Tienen, 18 dicembre 1978), è una cantante belga.
Ha rappresentato il Belgio all'Eurovision Song Contest 2004 svoltosi a Istanbul, dove ha presentato il brano 1 Life.